# De Havilland Gipsy Minor
de Havilland Gipsy Minor (також Gipsy Junior) — британський поршневий авіаційний двигун повітряного охолодження, який був розроблений та вироблявся в кінці 1930-х років фірмою de Havilland Engine Company.

## Исторія
Двигун був спрощеною і зменшеною версією 5-літрового de Havilland Gipsy, що випускався з кінця 1920-х років. На відміну від попередніх моделей компанії, магнето запалювання не дублювалось.
Усього було випущено 171 двигун (включаючи 100 екземплярів, виготовлених в Австралії, куди було переміщено їх виробництво з початком Другої світової війни). Більшість їх було встановлено на навчальних Moth Minor і транспортних літаках Short Scion.

## Характеристики

### Загальні ТТХ
- Тип: рядний 4-х циліндровий поршневий авіаційний двигун
- Хід поршня: 115 мм
- Діаметр циліндра: 102 мм
- Об'єм: 3,759 л[2]
- Вага: 98 кг

### Компоненти
- Тип палива: 70-октановий бензин
- Система охолодження: повітряна
- Система змащування: сухий картер, подача під тиском шестерним насосом

### Робочі характеристики
- Вихідна потужність: 90 к.с. на 2 600 оборотах на хвилину
- Ступінь тиску: 6:1
- Відношення потужності до ваги: 0.41 к.с./фунт (0,675 кВт/кг)

## Застосування
Велика Британія
- De Havilland Moth Minor[en]
- Short Scion[en]

 Франція
- Druine Turbi[en]

## Двигун в експозиціях музеїв
- Один з Gipsy Minor, що збереглися, знаходиться в авіамузеї de Havilland (Ландон-Колні Хартфордшир).